# Kamran Bağırov
Kamran Məmməd oğlu Bağırov (* 24. Januar 1933 in Schuscha, Aserbaidschanische SSR; † 25. Oktober 2000 in Baku) war ein sowjetischer Politiker aserbaidschanischer Abstammung und von 1982 bis 1988 Erster Sekretär der aserbaidschanischen KP.

## Leben
Er wurde in Schuscha als Sprössling einer aserbaidschanischen Familie geboren. Nach Abschluss der Schule begann er als Schlosser zu arbeiten und schloss 1957 das polytechnische Institut in Baku ab. 1961 trat Bağırov der KPdSU bei und war seit 1971 Bağırov Mitglied des Obersten Sowjets der Aserbaidschanischen SSR und nahm verschiedene Funktion in der Parteihierarchie ein (so seit 1978 im ZK der aserbaidschanischen KP), ehe er 1982 zum Nachfolger von Heydər Əliyev im Amt des Ersten Sekretärs der aserbaidschanischen KP gewählt wurde. Diese Position behielt er bis zu seiner Entlassung im Mai 1988. Ihm wurde vorgeworfen, mit der Lage in Bergkarabach nicht fertig zu werden und der Korruption Vorschub geleistet zu haben. Im April 1989 wurde Bağırov auch aus dem Zentralkomitee ausgeschlossen.
Er verstarb im Jahr 2000 in Baku.

## Auszeichnungen
Bağırov erhielt verschiedene Auszeichnungen, wie den Leninorden.